# Proboscidea
Proboscidiens
Cet article concerne l'ordre de mammifères. Pour le genre de plante, voir Proboscidea (genre).
Ordre
Familles de rang inférieur
- † Moeritheriidae
- sous-ordre †Plesielephantiformes:
  - † Barytheriidae
  - † Deinotheriidae
  - † Numidotheriidae
- sous-ordre Elephantiformes:
  - Elephantidae (les éléphants)
  - † Hemimastodontidae
  - † Gomphotheriidae
  - † Mammutidae
  - † Palaeomastodontidae
  - † Phiomiidae
  - † Stegodontidae

Les Proboscidiens (Proboscidea), du grec proboskis qui signifie « trompe », sont un ordre de mammifères caractérisés par celle-ci. Ils ne sont représentés, à l'heure actuelle, que par les éléphants de la famille des éléphantidés.

## Ancienneté des proboscidiens
Les paléontologues connaissent 170 espèces fossiles qu'ils rattachent à ce groupe ; la plus ancienne, Eritherium azzouzorum, date du Tertiaire, il y a plus de 60 millions d'années. Une découverte récente (décembre 2003) fait remonter l'apparition des éléphantoïdes à 26 millions d'années. Les éléphantidés, eux, seraient apparus à la fin du Miocène, il y a environ 7 millions d'années.

## Évolution
L'évolution des éléphantoïdes concerne principalement les proportions du crâne et de la mâchoire, ainsi que la forme des défenses et des molaires.
Chez les éléphantoïdes, la formule dentaire n'est jamais complète (deux prémolaires et trois molaires). Le jeune possède des prémolaires de lait qui tombent quand les molaires apparaissent, il n'y a pas de prémolaires définitives. Quand la troisième molaire apparaît, c'est au tour de la première de tomber. On peut suivre l'évolution des éléphantoïdes en étudiant celle de la forme des molaires :
- au début, les molaires intermédiaires ont trois crêtes (pm2 + m1 + m2)
- il y a 12 millions d'années, les molaires intermédiaires passent à quatre crêtes
- il y a 7 millions d'années, les molaires intermédiaires présentent des lames à la place des crêtes[1].

## Familles fossiles
Liste des familles fossiles, d'après Shoshani et al. (2004):
- † Moeritheriidae C.W. Andrews, 1906
- sous-ordre † Plesielephantiformes Shoshani et al., 2001:
  - † Barytheriidae Andrews, 1906
  - † Deinotheriidae Bonaparte, 1845
  - † Numidotheriidae Shoshani & Tassy, 1992
- sous-ordre Elephantiformes Tassy, 1988:
  - † Hemimastodontidae McKenna, Bell, Shoshani & Tassy, 1997
  - † Palaeomastodontidae Andrews, 1906
  - † Phiomiidae Kalandadze & Rautian, 1992
  - clade Elephantimorpha assy and Shoshani, 1997:
    - clade Elephantida Tassy and Shoshani, 1997:
      - super-famille Elephantoidea Gray, 1821:
        - (Elephantidae Gray, 1821, la famille actuelle des éléphants)
        - † Stegodontidae Osborn, 1918

      - super-famille † Gomphotherioidea Hay, 1922:
        - † Gomphotheriidae Hay, 1922

    - clade † Mammutida Tassy and Shoshani, 1997:
      - super-famille † Mammutoidea Hay, 1922:
        - † Mammutidae Hay, 1922 (les mastodontes)

## Galerie

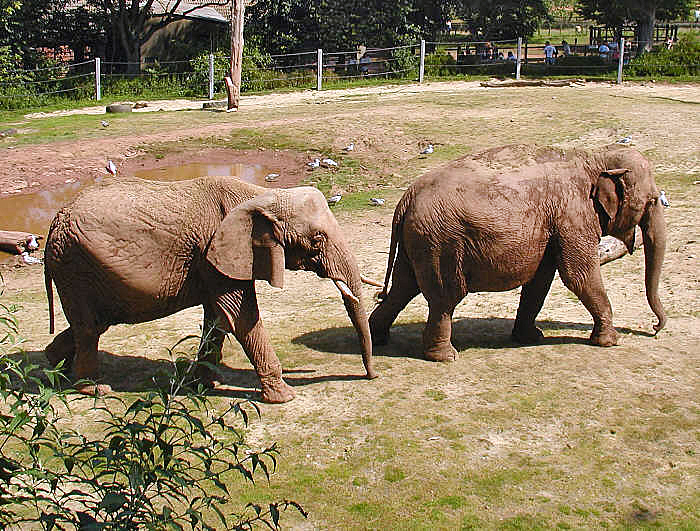
Un éléphant d'Afrique (à gauche) et un éléphant d'Asie (à droite), deux Elephantidae
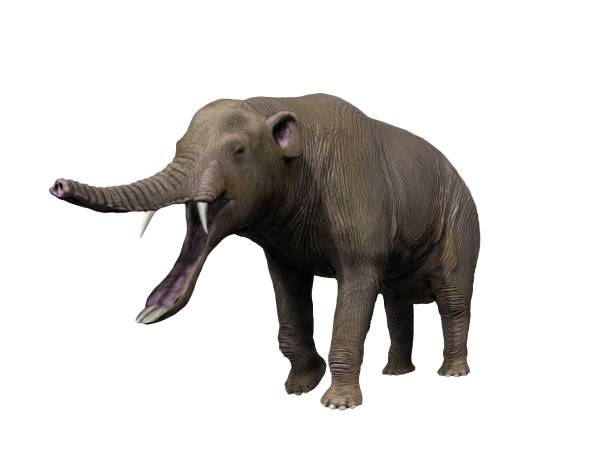
Platybelodon (Gomphotheriidae)
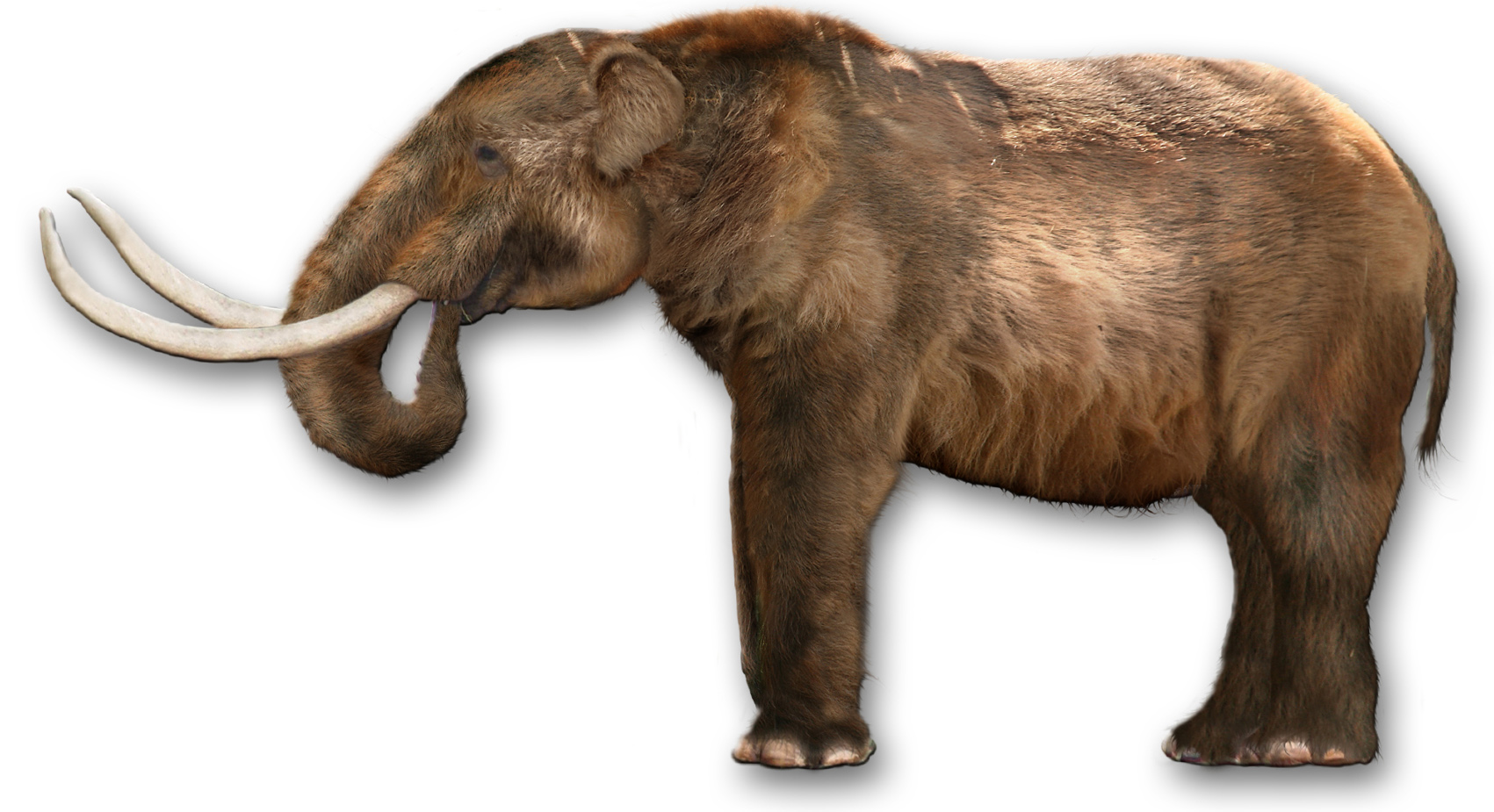
Mammut americanum (Mammutidae)
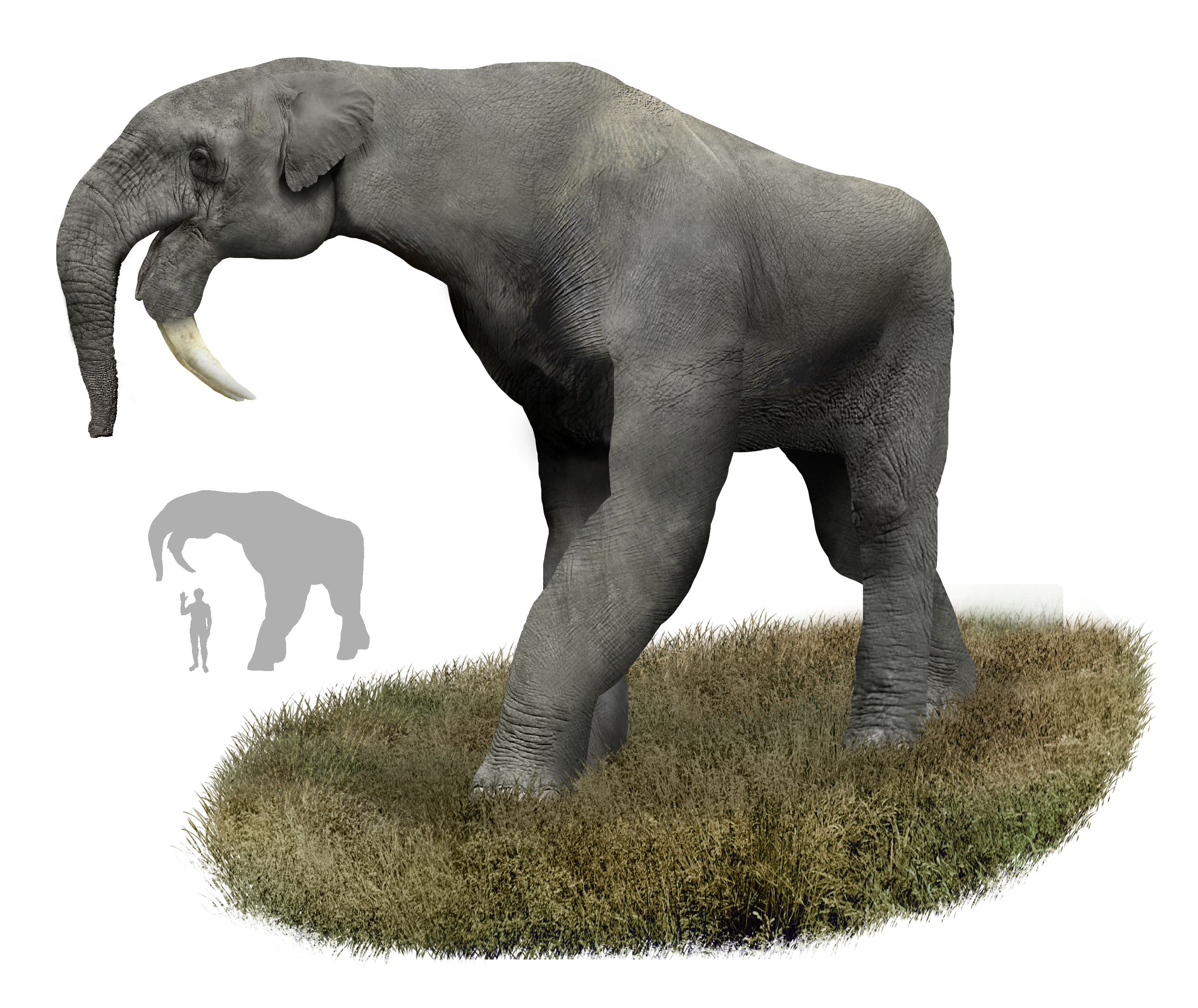
Deinotherium sp. (Deinotheriidae)
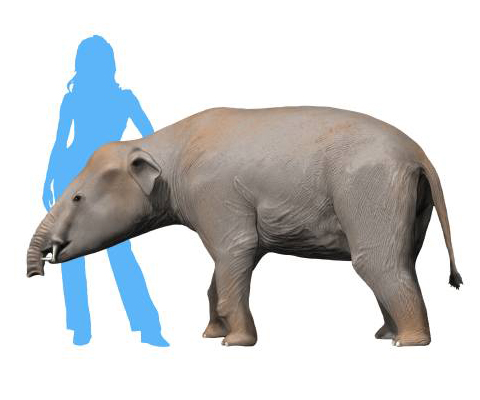
Palaeomastodon sp. (Palaeomastodontidae)